# 110. vestlige længdekreds
Den 110. vestlige længdekreds (eller 110 grader vestlig længde) er en længdekreds, der ligger 110 grader vest for nulmeridianen. Den løber gennem Ishavet, Nordamerika, Stillehavet, det Sydlige Ishav og Antarktis.